# Amphycyrta chrysomelina
Amphycyrta chrysomelina är en skalbaggsart som beskrevs av Wilhelm Ferdinand Erichson 1843. Amphycyrta chrysomelina ingår i släktet Amphycyrta och familjen kulbaggar. Inga underarter finns listade i Catalogue of Life.